# FINAポイント
World Aquatics Pointsとは、国際水泳連盟（World Aquatics ）が制定している、競泳での結果を比較するための値である。

## 概要
このWorld  Aquatics Pointsは競泳において適用されるものである。すべての距離、種目において制定されており、男子女子、長水路、短水路でもわかれている。各世界記録を1000ポイントとしており、そこから1ポイントずつ記録が定められている。ポイントの数値が高ければ高いほど速い。
種目や距離などが違っていても、それぞれのポイントを比較することでレベルがわかる。
なおWorld Aquatics Pointsを求めるアプリも存在する。

## 例
- Aさん（男子）50ｍ自由形が25秒00→585ポイント[1]
- Bさん（男子）100ｍ平泳ぎが1分5秒52→817ポイント

上記の二つを比べると、ポイントの高いBさんの方が高い泳力を持っているとみなされる。

## World Aquatics Pointsの求め方
国際水泳連盟ではタイムごとにポイントが制定されているが、そのポイントの求め方がある。

### 公式
World Aquatics  Points＝1000×（各世界記録（秒）÷その人が泳いだタイム（秒）)³
文章に直すと、「世界記録を泳いだタイムで割り、その数値を３乗し、さらに1000かけた数値」がWorld Aquatics Pointsである。
なお、小数点以下のポイントは切り捨てとなる。

#### 例
- 200m平泳ぎを2分30秒00で泳いだ場合（男子、長水路、2015年）

200m平泳ぎの2015年世界記録は2分7秒01である。
泳いだ記録を秒に直すと150.00秒
世界記録を秒に直すと127.01秒
上記二つのタイムを公式に当てはめると、
　1000×(127.01÷150.00)³
=1000×0.607…
=607…
小数点以下は切り捨てなので、泳いだ人のWorld Aquatics Pointsは607ポイント、ということになる。